# District de l'Ungava
 (juin 2024).
Si vous disposez d'ouvrages ou d'articles de référence ou si vous connaissez des sites web de qualité traitant du thème abordé ici, merci de compléter l'article en donnant les références utiles à sa vérifiabilité et en les liant à la section « Notes et références ».
Pour les articles homonymes, voir Ungava (homonymie).
Pour un article plus général, voir Frontière entre le Québec et Terre-Neuve-et-Labrador.
1895–1912
Entités précédentes :
- Territoires du Nord-Ouest

Entités suivantes :
- Québec (Nouveau-Québec)

Le district de l'Ungava était l'une des quatre anciennes divisions administratives des Territoires du Nord-Ouest canadiens. Créé en 1895, son étendue est modifiée en 1897 par l'annexion des îles au large des côtes et de nouveau en 1898 lors du transfert de sa partie méridionale au Québec. En 1912, il fut presque entièrement incorporée à cette dernière, à l'exception des îles au large des côtes maritimes du district qui demeurèrent intégrées aux Territoires du Nord-Ouest au sein du district de Franklin.
En 1927, l'extrémité orientale de l'ancien district de l'Ungava est accordée à la colonie britannique du Labrador par le Comité judiciaire du Conseil privé de Londres; depuis 1949, ce territoire fait partie de la province de Terre-Neuve, ce fait étant toujours contesté par le gouvernement du Québec.

## Histoire
Le district de l'Ungava fait partie de la Terre de Rupert cédée par le roi Charles II en 1670 à la Compagnie de la Baie d'Hudson dont les activités étaient centrées sur la traite des fourrures. La Compagnie a établi plusieurs postes de traite dans la région, dont le Fort Rupert, le plus ancien établissement permanent du Nord du Québec, à l'embouchure de la rivière Rupert. La traite des fourrures est pratiquée jusqu'aux années 1960 par les Cris de la région de la baie James et les Inuits vivant dans la partie septentrionale de la région.
En 1868, un an après l’adoption de l’Acte de l’Amérique du Nord britannique qui a donné naissance au « Dominion du Canada », le Parlement impérial de Londres autorise le gouvernement impérial à céder la Terre de Rupert au Canada (Acte de la Terre de Rupert (en), 1868). Par décret du 23 juin 1870, le Conseil impérial de Londres cède le territoire au dominion du Canada.
Le territoire original du district de l'Ungava est fixé en 1895 lorsque le Parlement canadien divise l'ensemble des Territoires du Nord-Ouest en districts. Aux districts existants (Alberta, Assiniboine, Saskatchewan, Athabasca et Keewatin) s'ajoutent les districts de l'Ungava, du Yukon, du Mackenzie et du Franklin. Le district de l'Ungava comprend alors le territoire actuel du Nord-du-Québec, une partie de l'Abitibi-Témiscamingue comprise dans les bassins versants des rivières de la baie James, une partie de la région de la Côte-Nord dont les eaux coulent vers le nord et les terres de l'intérieur du Labrador au nord de la rivière Churchill.
Le district de l'Ungava est donc délimité à l'ouest par la baie James et la baie d'Hudson, au nord par le détroit d'Hudson et la baie d'Ungava, et à l'est par la Côte du Labrador.
En 1898, la partie méridionale du district de l'Ungava, au sud de la rivière Eastmain, qui allonge le 52e parallèle, est rattachée à la province de Québec. Ce prolongement du territoire du Québec vers le nord fait suite à l'expansion du territoire de la province voisine de l'Ontario en 1874, jusqu'au 51e parallèle, et de nouveau en 1889, jusqu'à la rivière Albany et la côte de la baie James.
De 1898 à 1912, la population du district de l'Ungava s'élève à quelque 5 000 personnes, pour la plupart des Inuits, des Cris, des Naskapis et des Innus vivant dans des communautés côtières ou dans des petits groupes nomades à l'intérieur des terres.

## Reconnaissance des droits autochtones

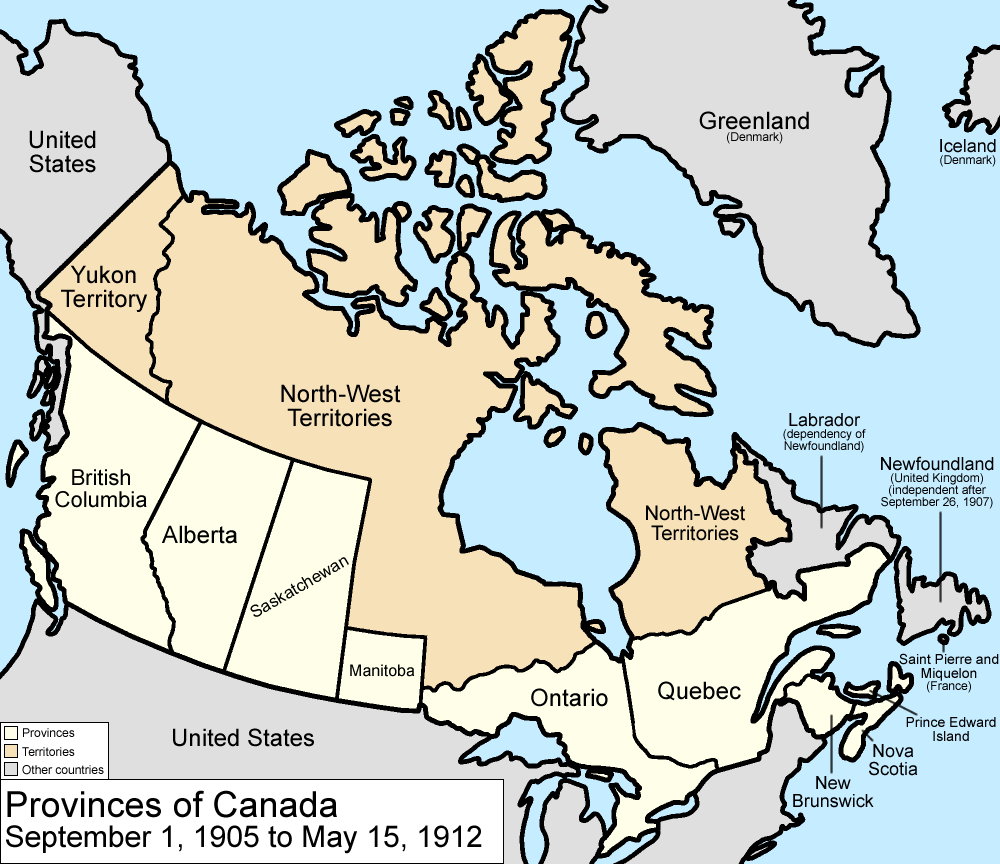
Les provinces canadiennes au début du xx, l'Ungava faisant partie du Territoires du Nord-Ouest.

Lors du transfert de la Terre de Rupert au Canada en 1870, le Conseil Impérial de Londres précise que le Parlement du Canada devra obtenir des autochtones la cession de leur titre de propriété sur ce territoire. À l'article 14 du décret, on peut lire : « Toute indemnité à payer aux Indiens pour les terres destinés à la colonisation sera réglée par le gouvernement canadien de concert avec le Gouvernement Impérial, et la Compagnie de la Baie d’Hudson sera libérée de toute responsabilité à cet égard. »
Le Parlement canadien ne donne pas suite à cette obligation et en 1898, il adopte la Loi concernant la délimitation des frontières nord-ouest, nord et nord-est de la province de Québec qui prolonge le territoire du Québec jusqu’à la rivière Eastmain, sans se préoccuper des droits des habitants autochtones du territoire ainsi transféré. Ce territoire inclut la partie de la région moderne de l'Abitibi-Témiscamingue dont les eaux coulent vers la baie James, incluant le territoire des villes modernes de Val-d’Or et d’Amos, ainsi que la partie méridionale de la région de la Baie-James, au sud de la rivière Eastmain. Ce territoire comprend la plupart des villages cris modernes de la Baie-James (à l'exception notamment de Chisasibi, sur la Grande Rivière).
Quelques années plus tard, en 1912, le Parlement canadien adopte la « Loi de l’extension des frontières de Québec » qui transfère le district de l'Ungava à la province de Québec, prolongeant ainsi son territoire jusqu’au détroit d’Hudson et à la baie d’Ungava. Faisant écho du décret impérial de 1870, la loi fédérale de 1912 précise « que la province de Québec reconnaîtra les droits des Indiens dans la même mesure, et obtiendra la remise de la cession des territoires de la même manière, que le gouvernement du Canada l’avait fait ailleurs, et ladite province supportera et acquittera toutes les charges et dépenses et rattachant à ces remises ou en résultant. »
Des dispositions semblables ont été insérées dans la Loi de l’extension des frontières de l’Ontario, adoptée la même année par le Parlement fédéral. Dans les deux cas, on précise que « la tutelle des Indiens et l’administration de toutes terres réservées pour leur usage restera à la charge du gouvernement du Canada ».
Toutefois, le Québec n'entame pas de négociations avec les Cris, les Inuits et les Naskapis de la région avant l’annonce du projet hydroélectrique de la Baie-James en avril 1971. Après de longues négociations, les gouvernements du Canada et du Québec et les représentants des communautés cries et inuites du Nord du Québec signent en novembre 1975 la Convention de la Baie-James et du Nord québécois. Les représentants des Naskapis signent une convention parallèle trois ans plus tard, la Convention du Nord-Est québécois.